# Liste der Bischöfe von Durham
Die folgenden Personen waren Bischöfe und Fürstbischöfe von Lindisfarne bzw. Durham (Großbritannien):

## Bischöfe von Lindisfarne
- Heiliger Aidan (635–651)
- Heiliger Finan (651–661)
- Heiliger Colman (661–664)
- Heiliger Tuda (664–664)

Im Jahr 664 wurde der Bischofssitz nach York verlegt von Wilfrid, Nachfolger von Tuda. Der Bischofssitz wurde durch den Erzbischof von Canterbury Theodor von Tarsus 678 nach der Verbannung von Wilfrid aus Northumbria durch König Ecgfrith wiederhergestellt
- Eata von Hexham (678–685)
- Heiliger Cuthbert (685–687)
- Erzbischof Wilfrid von York verwaltet das Bistum (687–688)
- Heiliger Eadberht (688–698)
- Heiliger Eadfrith (698–721)
- Heiliger Æthelwald (721–740)
- Cynewulf (740–780)
- Higbald (780–803)
- Egbert (803–821)
- Egfrid (Heathured) (821–830)
- Ecgred (830–845)
- Eanbert (845–854)
- Eardulf (854–875)

Die Mönche von Lindisfarne flohen 875 vor den Dänen und der Bischofssitz blieb sieben Jahre vakant, bis Eardulf und seine Mönche sich 882 in Chester-le-Street niederließen und dieser Ort Bischofssitz der Bischöfe von Lindisfarne wurde.

## Bischöfe von Lindisfarne in Chester-le-Street
- Eardulf (882–899)
- Cutheard (900–915)
- Tilred (915–928)
- Wilgred (928–944)
- Uchtred (944–947)
- Sexhelm (947–947)
- Ealdred (947–968)
- Elfdig (968–990)
- Aldhun (Ealdhun) (990–995)

995 stellte der König Æthelred II. den Frieden wieder her durch Zahlungen des Danegeld an die dänischen und norwegischen Könige. Aldhun wollte Lindisfarne neu auferstehen lassen, als er eine göttliche Vision erhielt mit der Nachricht, der Körper des Heiligen Cuthbert solle in Durham ruhen. Seit der Zeit ist Durham Sitz der Bischöfe, und auch der Titel wurde in Bischof von Durham geändert

## Bischöfe von Durham
- Aldhun (Ealdhun) 995–1018
- vakant 1018–1021
- Eadmund 1021–1041
- Eadred 1041–1042
- Ethelric 1042–1056
- Ethelwin 1056–1071

## Fürstbischöfe von Durham
Nachdem Waltheof II., Earl of Northumbria rebelliert und sein Earldom verloren hatte, durfte Bischof Walcher 1076 das Earldom erwerben. Das County Palatine of Durham wurde – ähnlich einem Hochstift im Heiligen Römischen Reich – bis zur Aufhebung seiner Rechte durch den "Durham (County Palatine) Act 1836" von den Fürstbischöfen verwaltet.
- Walcher 1071–1080
- William of St Calais 1081–1096
- Ranulf Flambard 1099–1128
- Geoffrey Rufus (Galfrid) 1133–1141
- William Cumin 1141–1144
- William de Ste Barbe 1143–1152
- Hugh de Puiset 1153–1195 (Haus Le Puiset)
- Philip of Poitou 1196–1208
- Richard Poore 1209–1213
- John de Gray 1213–1214
- Morgan 1215
- Richard Marsh 1217–1226
- William Scot 1226–1227
- Richard Poore 1228–1237
- Thomas de Melsonby 1237–1240
- Nicholas Farnham 1241–1249
- Walter of Kirkham 1249–1260
- Robert of Stichill 1260–1274
- Robert of Holy Island 1274–1283
- Antony Bek 1283–1311 (auch Lateinischer Patriarch von Jerusalem von 1306 bis 1311)
- Richard Kellaw 1311–1316
- Louis de Beaumont 1317–1333
- Richard de Bury 1333–1345
- Thomas Hatfield 1345–1381
- John Fordham 1381–1388
- Walter Skirlaw 1388–1406
- Thomas Langley 1406–1437
- Robert Neville 1437–1457
- Laurence Booth 1457–1476
- William Dudley 1476–1483
- John Shirwood 1484–1493
- Richard Fox 1494–1501
- William Senhouse 1502–1505
- Christopher Bainbridge 1507–1508
- Thomas Ruthall 1509–1523
- Thomas Wolsey 1523–1529
- Cuthbert Tunstall 1530–1559

## Fürstbischöfe von Durham derChurch of England
- James Pilkington 1561–1576
- Richard Barnes 1577–1587
- Matthew Hutton 1589–1595
- Tobias Matthew 1595–1606
- William James 1606–1617
- Richard Neile 1617–1627
- George Monteigne 1628
- John Howson 1628–1632
- Thomas Morton 1632–1659
- John Cosin 1660–1672
- Nathaniel Crew 1674–1721
- William Talbot 1721–1730
- Edward Chandler 1730–1750
- Joseph Butler 1750–1752
- Richard Trevor 1752–1771
- John Egerton 1771–1787
- Thomas Thurlow 1787–1791
- Shute Barrington 1791–1826
- William van Mildert 1826–1836

## Bischöfe von Durham der Church of England
- Edward Maltby 1836–1856
- Charles Longley 1856–1860
- Henry Villiers 1860–1861
- Charles Baring 1861–1879
- Joseph Barber Lightfoot 1879–1889
- Brooke Westcott 1890–1901
- Handley Moule 1901–1920
- Herbert Hensley Henson 1920–1939
- Alwyn Williams 1939–1952
- Arthur Michael Ramsey 1952–1956
- Maurice Harland 1956–1966
- Ian Ramsey 1966–1972
- John Stapylton Habgood 1973–1983
- David Edward Jenkins 1984–1994
- Michael Turnbull 1994–2003
- Nicholas Thomas Wright 2003–2010
- Justin Welby 2011–2013, danach Erzbischof von Canterbury
- Paul Butler 2014–2024
- derzeit Vakant